# The Texas Vibrator Massacre
The Texas Vibrator Massacre es una película de terror pornográfico estadounidense de 2008, escrita y dirigida por Rob Rotten. Está basada en la película de 1974 The Texas Chain Saw Massacre.

## Sinopsis
Mientras viajan por Texas, cinco amigos se pierden, con su camioneta quedándose sin gasolina. Cuando una del grupo, Christine, sale a orinar, dos de los otros pasan el tiempo teniendo sexo en la parte trasera del vehículo. Después de que Christine regresa, el quinteto recoge a un autoestopista con la esperanza de que pueda darles indicaciones, pero una vez dentro de la camioneta, el hombre los ataca con un cuchillo, apuñalando a muerte a dos miembros del grupo mientras los demás huyen. Vanessa llega a una casa de campo, pero mientras busca ayuda es capturada por Leatherface, quien la ata a una silla y la amordaza.
Brent y Christine llegan a la casa de campo momentos después, y los habitantes, un par de hermanas trastornadas, les permiten entrar, una de las cuales atrae a Brent a otra habitación. Mientras esos dos tienen relaciones sexuales, Christine tiene un trío con la hermana restante, Daisy, y el hermano mudo de la mujer, Robbie, creyendo que es la única forma en que los hermanos les ofrecerán alguna ayuda. Cuando Brent llega al clímax, la hermana le corta uno de los brazos con un hacha, muerde la extremidad cortada y se burla de él mientras muere. Mientras eso ocurre, Christine se desmaya en el sofá de la familia y es despertada horas después por Leatherface, quien la arrastra afuera. Christine es “violada hasta la muerte” con un vibrador de construcción manejado por Leatherface, quien lame la sangre de Christine de la herramienta con Daisy.
Al día siguiente, una hermana obliga a Vanessa a mirar mientras tiene sexo con Robbie. Cuando los dos terminan, ellos y sus hermanos (incluido el autoestopista) y el abuelo comen un cuerpo descuartizado frente a Vanessa y la arrojan con vísceras. Mientras su familia come, Leatherface se lleva a Vanessa con la intención de matarla con el vibrador, pero lo toma por sorpresa cuando Vanessa coquetea con él. Vanessa tiene sexo con Leatherface, lo distrae y le permite agarrar un cuchillo, apuñalarlo en la pierna y escapar.
Un tiempo después, Vanessa, maltratada, despierta en una habitación de hospital, donde es entrevistada por el detective Mike Roe. A medida que avanza la entrevista, las preguntas del detective se vuelven inquietantes y toma fotografías de Vanessa desnuda con “fines probatorios” antes de que vuelva a caer inconsciente. Vanessa se despierta más tarde, siendo atada con cinta adhesiva a la cama por Daisy, que está vestida como una enfermera. El detective Roe aparece y revela que es el patriarca de la familia caníbal y el padre de Leatherface. Vanessa nunca escapó, la habitación del hospital es solo uno de los cobertizos de la familia. Roe pone una sábana sobre la cabeza de Vanessa y él y Daisy la golpean hasta la muerte con una llave inglesa.

## Reparto
- Roxy DeVille como Vanessa Dawson
- Jamie Elle como la hermana loca n.° 1
- Daisy Tanks como Daisy
- Rob Rotten como Robbie
- Bella Lynn como Julie
- Ruby Knox como Christine
- Jack Vegas como Mike

- Seth Dickens como Brent
- Eric Swiss como Leatherface
- Kristoff como autoestopista
- Dirty Harry como abuelo
- J-Trap como cadáver sobre la mesa
- Herschel Savage como el detective Mike Roe

## Recepción
AVN le dio a The Texas Vibrator Massacre una puntuación perfecta de cinco, escribiendo: «Es rara, pero será un éxito entre las multitudes alternativas, artísticas e intelectuales». XCritic también le dio un cinco sobre cinco, encontrando que la película era «un pequeño homenaje maravilloso a una de las mejores películas de terror jamás realizadas». HorrorNews.net también respondió positivamente a la película, afirmando que «está bien filmada, tiene una trama obvia y, en general, es una película decente». Rog Reviews le otorgó una calificación general de siete sobre doce, afirmando «como festival de terror/gore porno, es bastante buena».
La película fue prohibida en el Reino Unido después de que la Agencia Británica de Clasificación de Películas se negara a clasificarla, asegurando que la película presentaba una cantidad significativa de violencia sexual erotizada, así como escenas de relaciones sexuales incestuosas entre hermanos.